# Комната культуры
«Комната культуры» (укр. Кімната культури) — російський музичний гурт, заснований 2022 року.

## Історія гурту
Засновником та фронтменом гурту є Женя Трофімов, фіналіст телепроєкту «Фабрика зірок» та МузТВ, автор пісень для інших виконавців, серед яких HammAli & Navai, Emin, Elman, Bahn Tee, Настасья Самбурська, Гузель Хасанова, Burito.
Гурт створено в березні 2022 року в Барнаулі. Колектив виступає в жанрах інді-рок та попрок. Дебютний альбом отримав назву «Кассета с тремя сторонами». Протягом першого року гурт провів понад 100 концертів, став переможцем фестивалю «Ленинградские мосты». Окрім виступів в гурті, фронтмен Женя Трофімов випускає пісні як сольний виконавець. Серед популярних пісень гурту — «Море», «Поезда», «Птичка».

## Дискографія
Сингли
Женя Трофімов
- 2022 — «Что бы она пела»
- 2023 — «С диктофона» EP

Женя Трофімов, «Комната культуры»
- 2023 — «Кассета с тремя сторонами»
- 2023 — «Первая любовь»
- 2023 — «Больше никому меня не прощай»
- 2023 — «Поезда»
- 2024 — «Ночь»
- 2024 — «Море»
- 2024 — «Корабли»
- 2024 — «Все они о тебе»